# 30 허드슨 야드
30 허드슨 야드는 미국 뉴욕주 뉴욕시 맨해튼섬 웨스트사이드에 있는 마천루로 2019년 개장한 4면이 전면 유리로 된 전망대가 위치해있다.

## 같이 보기
- 뉴욕의 마천루 목록
- 허드슨 야드 (개발)
- 마천루 목록